# Gefell
Pour la municipalité de Rhénanie-Palatinat, voir Gefell (Rhénanie-Palatinat).
Gefell est une ville allemande située en Thuringe dans l'arrondissement de Saale-Orla. Elle est située à 16 km au sud de Schleiz et à 14 km au nord-ouest de Hof.

## Curiosités
- Mödlareuth, village intégré à la commune (pour sa moitié nord) surnommé « Le petit Berlin ».